# Golčův Jeníkov
Golčův Jeníkov é uma cidade checa localizada na região de Vysočina, distrito de Havlíčkův Brod.